# Ingram (Northumberland)
Ingram – wieś w Anglii, w hrabstwie Northumberland. Leży 57 km na północny zachód od miasta Newcastle upon Tyne i 454 km na północ od Londynu. W 2001 miejscowość liczyła 148 mieszkańców, na skraju parku narodowego Northumberland, nad rzeką Breamish.